# Pong
Vous lisez un « bon article » labellisé en 2016.
Cet article possède des paronymes, voir Phong et Ping-pong.
Pong est un des premiers jeux vidéo d'arcade et le premier jeu vidéo d'arcade de sport. Il a été imaginé par l'Américain Nolan Bushnell et développé par Allan Alcorn, et la société Atari le commercialise à partir de novembre 1972. Bien que d'autres jeux vidéo aient été inventés précédemment, comme Computer Space, Pong est le premier à devenir populaire.
Le jeu est inspiré du tennis de table en vue de dessus, et chaque joueur s'affronte en déplaçant la raquette virtuelle de haut en bas, via un bouton rotatif, de façon à garder la balle dans le terrain de jeu. Le joueur peut changer la direction de la balle en fonction de l'endroit où celle-ci tape sur la raquette, alors que sa vitesse augmente graduellement au cours de la manche. Un score est affiché pour la partie en cours et des bruitages accompagnent la frappe de la balle sur les raquettes.
Pong est à l'origine un exercice demandé par Bushnell à Alcorn en guise d'entraînement. Une version similaire a été créée précédemment par Ralph Baer pour la console de jeu Odyssey de Magnavox, mais son existence reste peu connue. Surpris par la qualité du résultat, Bushnell et Ted Dabney, fondateurs d'Atari, décident de commercialiser le jeu dès 1972. La copie du concept entraîne d'ailleurs une poursuite en justice de Magnavox contre Atari pour violation de brevet en 1976.
Mise sur le marché fin 1972, la borne d'arcade est un succès : elle est vendue à près de 8 000 exemplaires l'année suivante et engrange jusqu'à 40 millions de dollars de chiffres d'affaires en 1975, dépassant toutes les prédictions de Bushnell et Dabney. Ce succès incite de nombreuses sociétés à se lancer dans le jeu vidéo en copiant le concept, notamment sur console de salon. À la suite des bons chiffres de la borne d'arcade et de l'engouement généré par les concurrents pour le jeu de salon, Pong est porté sur une console de salon dédiée, sous le nom Home Pong à partir de 1975, commercialisée par Sears puis directement par Atari un an après. Ce double succès est considéré comme l'évènement précurseur de l'industrie du jeu vidéo, avec une forte augmentation de l'offre, des centaines de consoles de salon reprenant le concept.

## Système de jeu

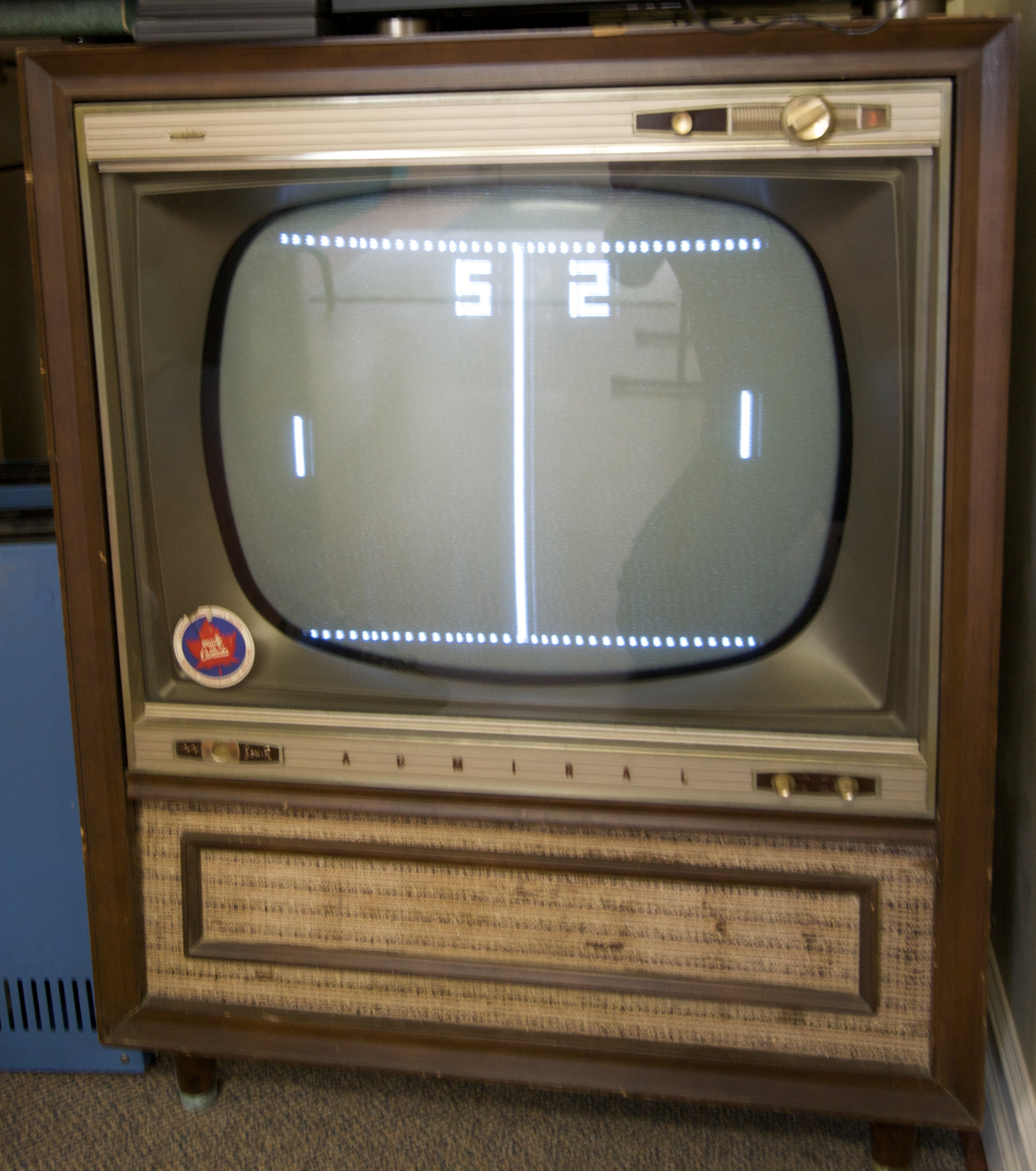
Exemple d'un clone de Pong (avec de légères différences stylistiques, notamment au niveau des traits délimitant le terrain).

Le concept original de Pong est une simulation simpliste de tennis de table ou ping-pong, repris pour le nom du jeu. Une balle, représentée par un petit carré blanc, se déplace à travers l'écran et rebondit sur les rebords du haut et du bas. Les deux joueurs commandent chacun une raquette, représentée par un trait vertical aux extrémités gauche et droite du terrain de jeu. Dans la version originale, l'interface est dotée d'une ligne centrale en pointillés, séparant l'écran en deux et représentant le filet vu du dessus. Les bords de l'écran matérialisent les limites du terrain, la balle ne pouvant pas sortir par le haut ou le bas. Ces délimitations sont présentes dans la plupart des versions ultérieures mais avec des styles différents, selon les choix des développeurs. Enfin, les scores de chaque joueur sont affichés en haut de leur zone respective.

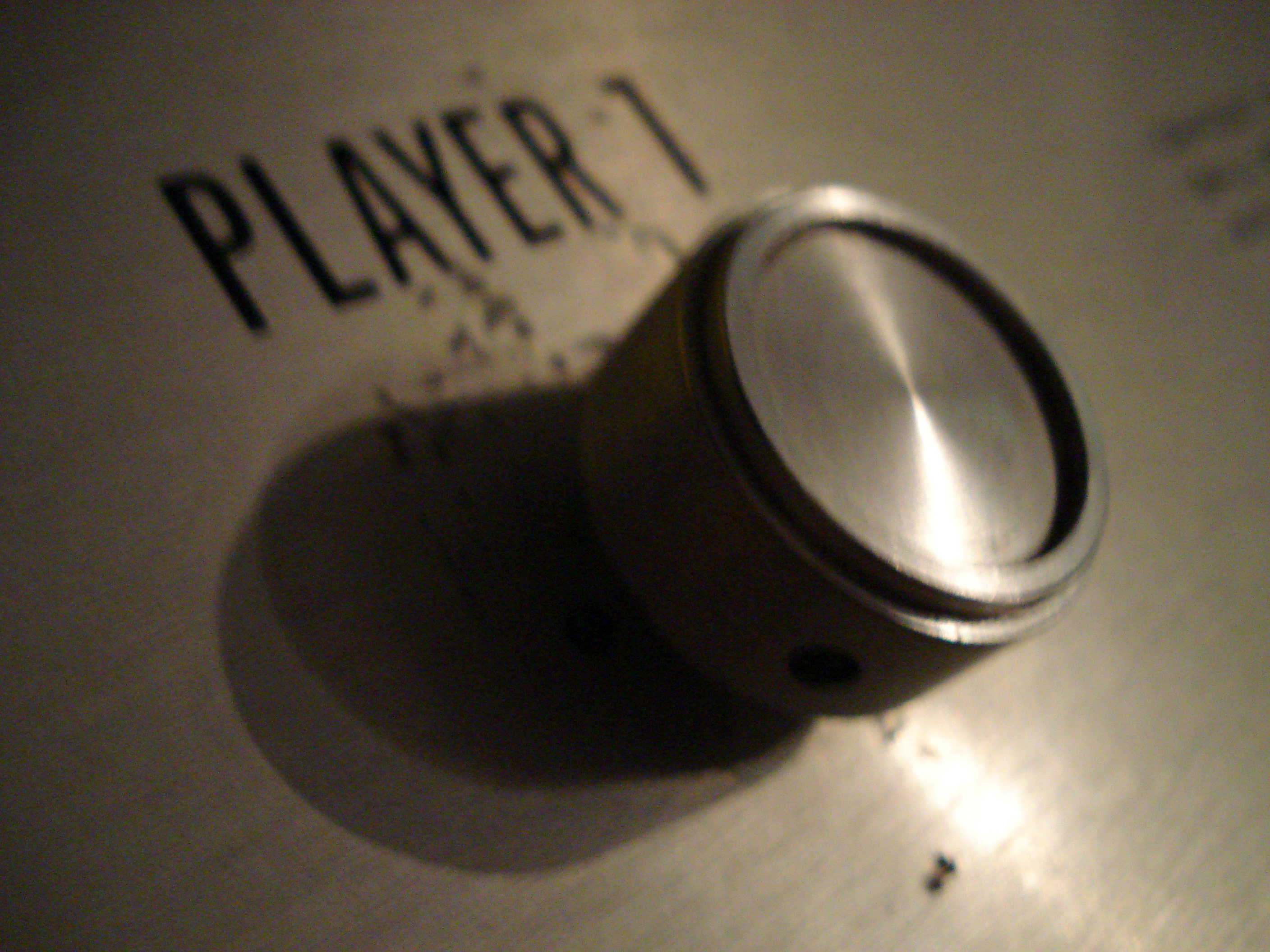
Paddle de la borne d'arcade, permettant de positionner la raquette à l'écran.

Le joueur déplace cette raquette en la faisant glisser verticalement entre les extrémités de l'écran à l'aide des contrôles. Si la balle frappe la raquette, elle rebondit vers l'autre joueur. Si elle manque la raquette, l'autre joueur marque un point. La vitesse de la balle augmente au cours de la partie, jusqu'à ce que l'un des joueurs perde le point. L'angle de rebond de la balle change en fonction de l'impact avec la raquette : au centre de la raquette, la balle sera renvoyée à 180° par rapport à son impact, alors que l'angle est plus aigu si la balle rebondit sur le bord de la raquette. Par ailleurs, celle-ci ne peut aller jusqu'au haut de l'écran, afin d'éviter des parties infinies, et obliger un des joueurs à perdre si la balle y arrive.
Dans sa version originale, Pong nécessite deux joueurs, chacun commandant une raquette. Que ce soit sur borne d'arcade ou sur la console Home Pong, chaque raquette est dirigée par un paddle (un bouton rotatif), répondant avec une vitesse variable selon la façon dont le joueur le tourne,. Dans des versions ultérieures du jeu, une des deux raquettes peut être contrôlée par la machine, afin de jouer avec un seul joueur.

## Histoire

### Contexte
Le marché du jeu vidéo émerge et Pong n'est pas le premier jeu de raquettes à avoir été commercialisé. La forme la plus ancienne d'un jeu électronique de ping-pong remonte à un jeu jouable sur un oscilloscope, créé par William A. Higinbotham au laboratoire national de Brookhaven en 1958, et intitulé Tennis for Two. Durant l'automne 1972, Magnavox dévoile au public la première console de jeux de l'histoire nommée Odyssey, qui propose une douzaine de jeux de société, d'action et de sport. La console contient notamment Ping-Pong, un jeu de raquettes où deux carrés en font rebondir un troisième, pour simuler une partie de tennis de table. Produites à plus de 150 000 exemplaires en deux ans, 90 000 d’entre elles trouvent preneur durant la première année de commercialisation.
En parallèle, Nolan Bushnell commence sa carrière dans le jeu vidéo avec la borne d'arcade Computer Space, présentée pour la première fois au public en 1971, et inspirée du jeu Spacewar! sorti dix ans plus tôt. L'accueil du public est mitigé et les ventes de machines sont en deçà de ses espérances, avec moins de 200 unités écoulées. Le public, qui n'a encore jamais vu ce genre de divertissement, perçoit la machine comme trop complexe et intimidante. Bushnell poursuit tout de même l'aventure, en s'entourant de personnes compétentes en marketing afin de soigner l'image de ses créations, et lance la société Atari en juin 1972 avec Ted Dabney,. La société cherche alors des contrats pour développer des jeux avec des constructeurs. Elle décroche par ailleurs un premier contrat avec Bally Manufacturing Corporation pour produire un jeu de course.
Alors que Bushnell travaille sur un remake de Computer Space, il recrute Allan Alcorn, qui n'a aucune expérience dans le jeu vidéo. Toutefois, Bushnell et Dabney ont déjà collaboré par le passé avec Alcorn chez Ampex, et connaissent ses talents en électronique et en informatique,.

### Conception

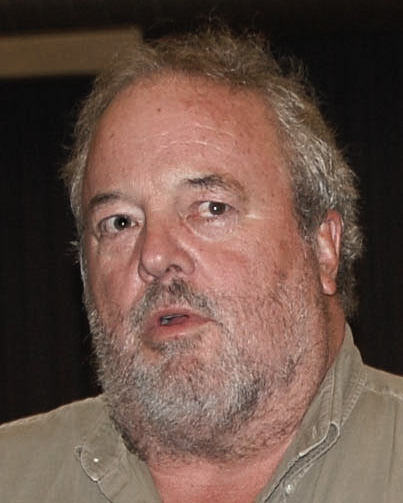
Allan Alcorn en 2007.

À l'arrivée d'Alcorn, Bushnell lui propose un premier projet secret, qu'il présente comme un exercice d’entraînement afin qu'il se forme au développement de jeu vidéo,. Il demande de réaliser « le plus simple des jeux. Un point en mouvement, deux raquettes et l'affichage du score ». Alcorn passe trois mois à réaliser un prototype fonctionnel. Ne comprenant pas les schémas réalisés par Bushnell pour Computer Space dont il doit s'inspirer, il repart de zéro avec ses connaissances dans la technologie TTL. Il en profite par ailleurs pour remplacer les pièces onéreuses par d'autres, meilleur marché, afin de réduire les coûts.

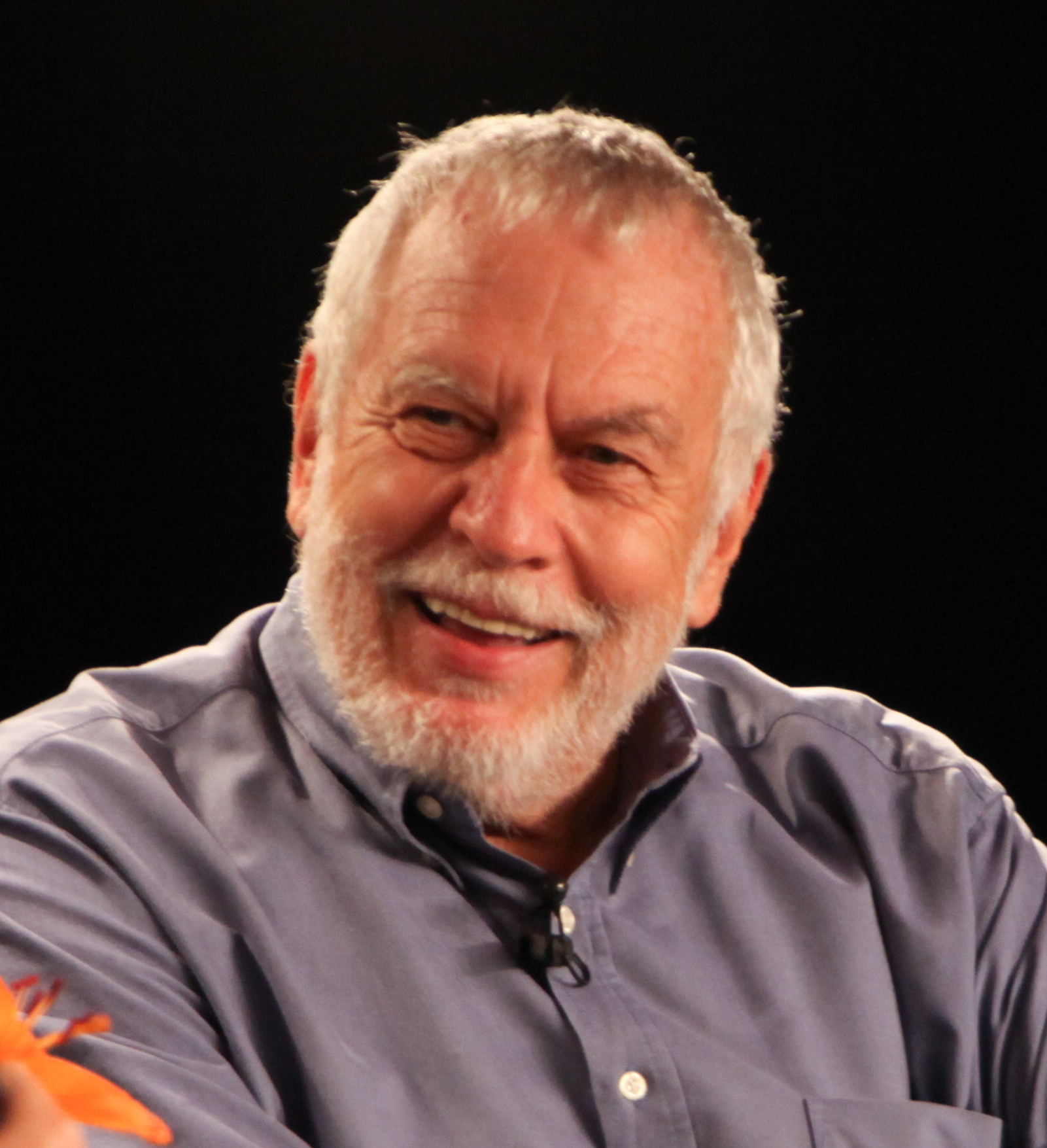
Nolan Bushnell, en 2013.

Selon Alcorn, le plus compliqué par rapport à l'exercice initial de Bushnell a été l'affichage du score, devant gérer le dessin des chiffres en sept segments. Une autre problématique est que les raquettes ne vont pas jusqu'en haut de l'écran à la suite d'un défaut dans le circuit, ce qu'Alcorn ne modifie pas finalement, afin d'éviter que les parties ne durent indéfiniment. Dans une interview en 2008, il considère par ailleurs ce problème comme un « heureux accident ». Une fois le jeu de base prêt, il en profite pour ajouter d'autres fonctionnalités afin de le rendre attractif, sinon le jeu aurait été impossible à jouer et donc ennuyeux. Il fait référence dans la même interview à une vidéo YouTube où l'on peut voir Ralph Baer et lui-même jouer à Ping-Pong sur Magnavox Odyssey pendant la Game Developers Conference et recommande de la regarder pour voir à quel point cette version — qu'il ne connaissait pas à l'époque de la conception de Pong — était ennuyeuse,.
Ainsi, au lieu d'une simple raquette renvoyant la balle selon le même angle, il conçoit une raquette divisée en huit segments : les deux segments centraux renvoient la balle à 180° alors que les deux de chaque extrémité renvoient à un angle de 45°. Il ajoute également une accélération à la balle, afin que les échanges soient de plus en plus tendus lorsqu'un point est longuement disputé,,.
Une fois devant le prototype, Bushnell et Dabney sont surpris du résultat et des détails apportés par Alcorn. Bushnell souhaite aller plus loin et demande à Alcorn d'ajouter du son, précisément les bruits d'une foule et des applaudissements. Alcorn trouve alors en quelques heures comment produire des sons rudimentaires avec son circuit électronique, par le biais de plusieurs tonalités, ce qui se relève suffisant pour Bushnell,. Bushnell ajoute quelques détails mineurs, notamment un monnayeur et des instructions sur la borne d’arcade : « Avoid missing ball for high score », (en français : « Ne manquez pas la balle pour [obtenir] un score élevé »).
À la vue du résultat, Bushnell pense qu'Alcorn est prêt à travailler sur le jeu de course prévu pour le contrat avec Bally. Cependant, Dabney pense qu'il faut proposer la commercialisation de Pong à la place, mais Bushnell est en désaccord. Il décide alors de construire une borne complète et de la tester en conditions réelles pour avoir des retours,.

### Premier succès local

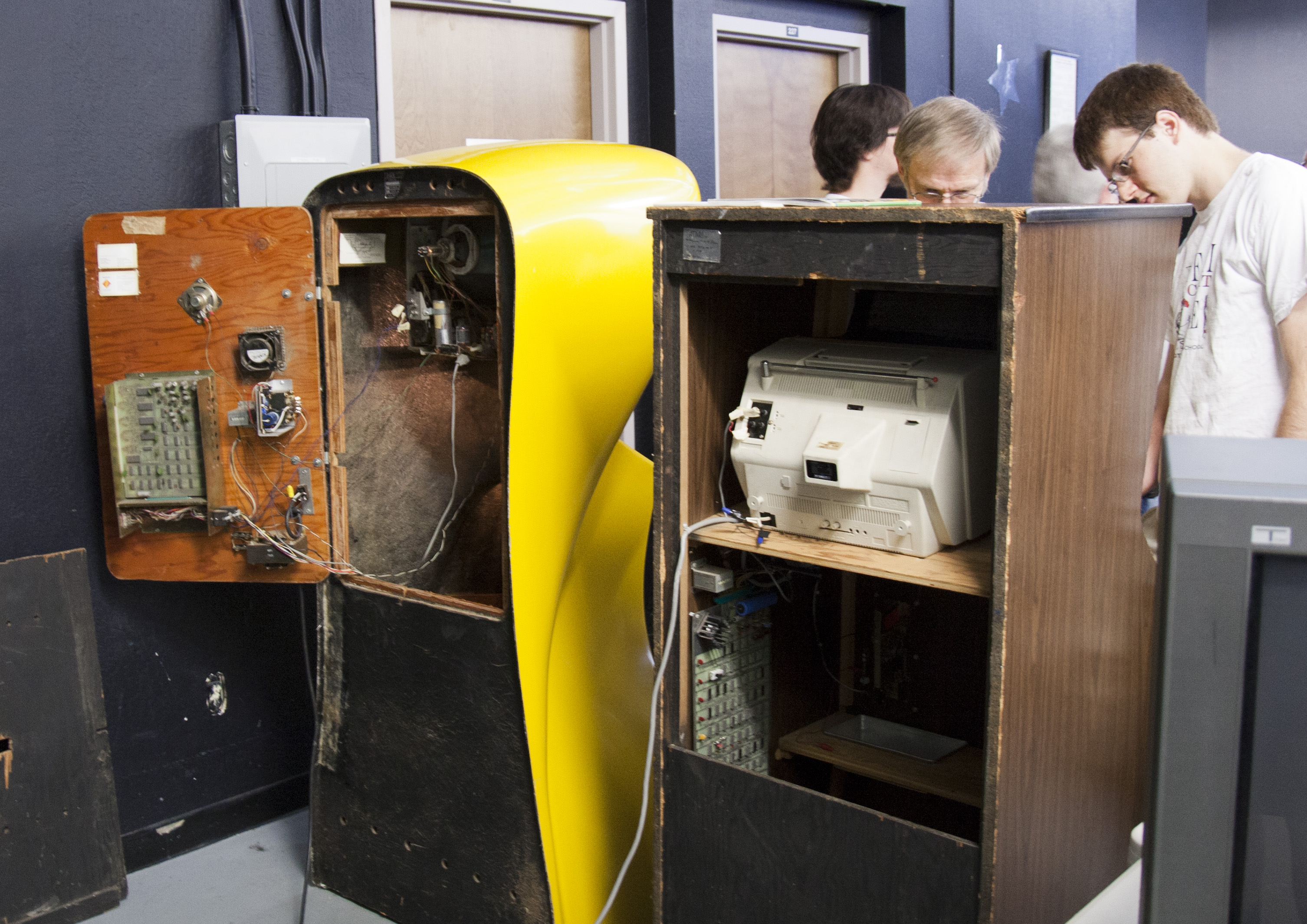
Arrière d'une borne Pong à droite, avec la télé au-dessus du circuit imprimé.

En septembre 1972, le système est testé pour la première fois à la Andy Capp's Tavern, un bar situé à Sunnyvale en Californie, dans lequel il y a déjà quelques bornes, dont celle de Computer Space, et dont Alcorn connaît le gérant. La popularité de la borne croît rapidement et une file d'attente se forme le matin devant le bar rien que pour jouer à Pong, sans consommer d'alcool,. Le jeu est simple à prendre en main, contrairement à Computer Space, et l'affichage du score permet d'inciter à une compétition entre amis dans des lieux comme les bars.
Une première panne mineure survient à cause de l'usure des potentiomètres utilisés pour piloter les raquettes. En fonction de l'argent récolté, Alcorn estime qu'ils ont subi 100 000 tours, bien plus que ce pour quoi ils étaient prévus. Deux semaines après l'installation de la machine, elle tombe hors-service. Le gérant du bar appelle Alcorn afin de remettre en état le jeu. À l'ouverture de la borne, Alcorn découvre que le monnayeur déborde, et empêche la machine de fonctionner.
Pendant ce temps, Bushnell se rend à Chicago pour présenter le concept à plusieurs fabricants de bornes d'arcade pour mesurer le potentiel du projet. Lorsqu'Alcorn l'informe du succès du jeu au téléphone, il se convainc qu'Atari devrait plutôt produire elle-même la machine que de vendre le concept. Bushnell et Dabney décident de construire douze autres machines : dix pour lancer des tests dans d'autres salles de jeu, une pour les bureaux d'Atari et une pour présenter le concept à Bally. Désormais, Bushnell ne souhaite plus présenter ce projet à Bally, mais le garder pour Atari. Il rencontre alors les dirigeants de Bally et de la filiale Midway et les convainc tour à tour de ne pas prendre le projet, en leur disant que Pong n'est finalement pas si exceptionnel. Bally cède en échange d'un autre jeu, permettant à Atari de commercialiser Pong par ses propres moyens,.

### Commercialisation et premiers montages en série

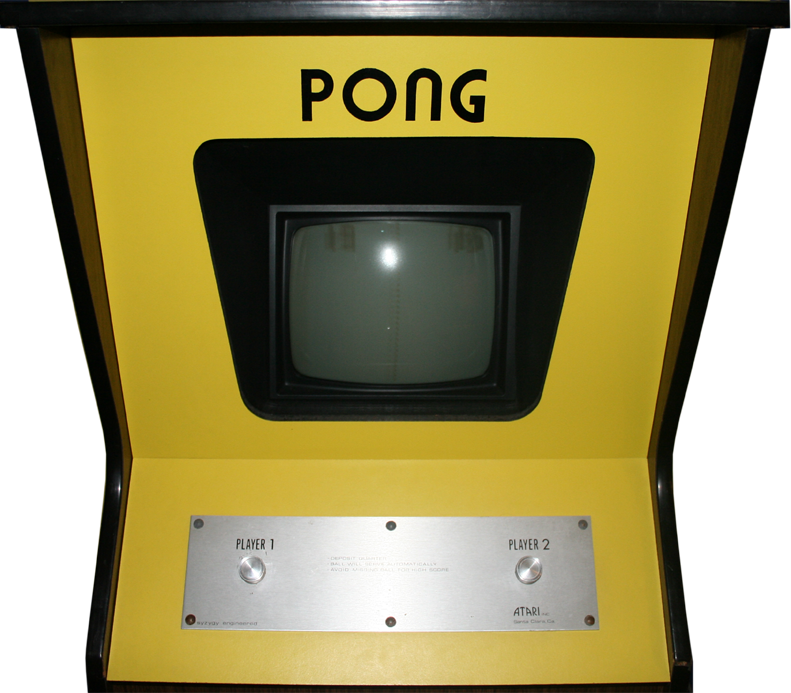
Face avant de la borne d'arcade commercialisée par Atari, imaginée par Ted Dabney.

Afin de lancer la commercialisation, Bushnell rencontre des banquiers pour financer le démarrage de la production. Après plusieurs refus, seul Wells Fargo veut bien accorder un prêt, de 50 000 $US, moins que ce qu'espérait Bushnell mais suffisant pour commencer. Atari occupe également les locaux adjacents à ceux d'origine, portant sa superficie à 370 m2 afin d'installer la ligne d'assemblage,,. Ted Dabney achète cinquante télévisions de 13 pouces pour 300 $ de sa poche à l'époque. Après avoir recruté quelques personnes pour l'assemblage, l'entreprise entame la construction des premières bornes. Dabney et Bushnell décident du prix de vente de la borne — 937 $, sous la barre des 1 000 $ qu'ils souhaitaient — et Bushnell passe des appels afin de prospecter les premiers clients. En trois appels, il réussit à vendre 300 bornes. Le prix est par la suite remonté à 1 095 $.
Les deux fondateurs décident d'aller à l'agence pour l'emploi locale, afin de recruter quiconque est disponible pour monter les bornes, en échange d'un salaire de 1,75 $ de l'heure, à peine supérieur au revenu minimum. En contrepartie, Atari promet une bonne ambiance, dont le « Friday night beer busts » (en français : « boums de bières le vendredi soir »), où les employés peuvent profiter de bières et jouer gratuitement à des jeux le vendredi soir. Les ventes se multiplient et les prospectus professionnels présentent Pong comme « le produit qui va révolutionner l'industrie du divertissement ».
Cependant, la demande est telle qu'Atari recrute de plus en plus ; les ouvriers de la ligne d'assemblage ont des journées de travail allant jusqu'à 16 heures. Les tensions montent entre le management, composé principalement de Bushnell, Dabney et Alcorn, et le personnel peu qualifié pour monter les bornes. La drogue circule dans les locaux, et l'odeur de cannabis se répand parmi les lignes d'assemblage. De plus, afin de compenser le salaire très bas, le vol de matériel devient une pratique courante chez certains employés. Les dirigeants découvrent ces abus environ six semaines après leurs débuts et décident de licencier les voleurs, sans pour autant régler les problèmes de drogue. Toutefois, lors d'une interview en 2007, Bushnell dément l'usage de drogues au sein de l'entreprise. Cette première ligne de montage reste sommaire et peu organisée, produisant uniquement dix bornes par jour dont une bonne partie ne passe pas le contrôle qualité.
Le phénomène Pong prend tout de même de l'ampleur et plus de 2 500 machines sont commandées à la fin de l'année 1973 et plus de 8 000 en 1974. Paradoxalement, le succès d'Atari permet aux ventes de l'Odyssey de décoller. Ralph Baer admet que « si Nolan ne s'était pas présenté cet été-là avec Pong et n'avait pas donné l'envie aux gens de jouer à des jeux sur écran, l'Odyssey de Magnavox ne se serait pas vendue aussi bien qu'elle ne l'a été ».

### Version familiale

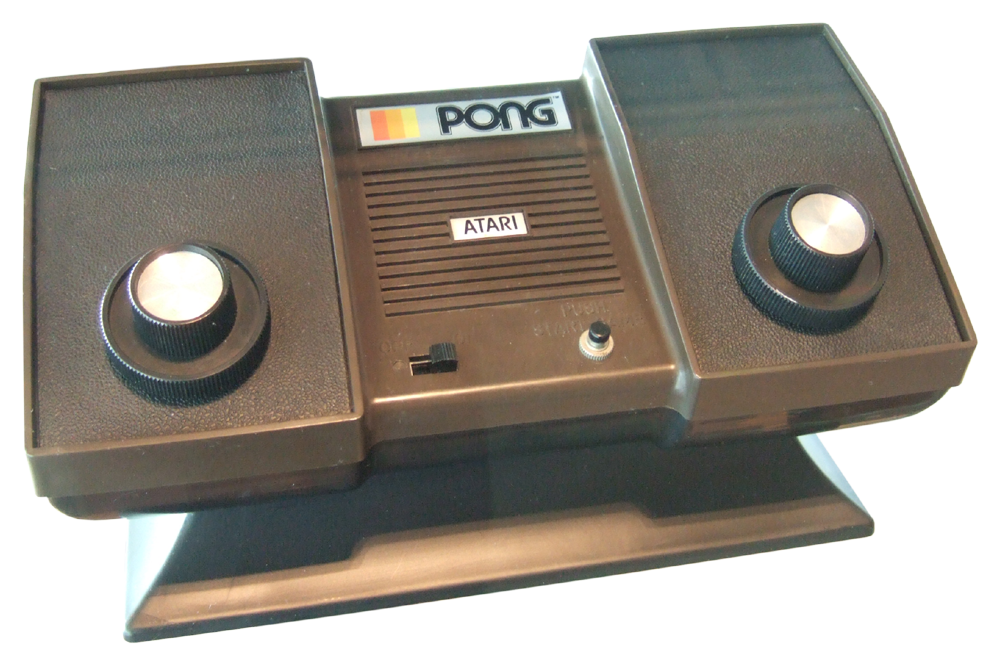
La console Atari Pong, avec les deux boutons rotatifs (un pour chaque joueur).

Après le succès de sa borne d'arcade et l'apparition des premières consoles domestiques, Atari veut également se lancer dans la course. En 1974, alors que l'Odyssey n'a pas convaincu à la suite d'erreurs marketing et que la console est en fin de vie, Harold Lee propose de réaliser une console de salon dédiée similaire, à connecter à une télévision, reprenant le premier succès d'Atari, Pong. Le projet débute alors sous le nom de code Darlene, en référence à une des employées de la société, avant d'adopter son nom définitif Home Pong.
Alcorn travaille avec Lee afin de développer un prototype utilisant la même technologie que la borne d'arcade quelques années plus tôt. Ils travaillent alternativement, Lee améliorant le circuit et Alcorn le déboguant ensuite, afin d'économiser de l'argent. Grâce à la chute du coût des pièces électroniques, la machine d'Atari coûte bien moins cher que l'Odyssey de Magnavox, pour un produit final de meilleure qualité : le boîtier de la console est plus travaillé et l'image à l'écran est plus nette. Tout comme le jeu original, chaque contrôleur ne nécessite qu'un bouton rotatif, là où l'Odyssey en utilise deux. Bien que Home Pong ne fait tourner qu'un jeu alors que l'Odyssey en propose douze, la version d'Atari est plus aboutie, comprenant notamment l'affichage du score et du son,.
Les premiers circuits de la console sortent des usines à l'automne 1974 et disposent du plus puissant des circuits intégrés jamais utilisé dans un produit grand public de l'époque. Bushnell commence alors à faire le tour des réseaux de distribution avec Gene Lipkin, alors président de la division Arcade du groupe, afin de proposer la console. Dans un premier temps, les réseaux ne sont pas intéressés par la console d'Atari, ayant encore à l'esprit le résultat mitigé de l'Odyssey. Le prix demandé — 100 $ hors taxes, équivalent à plus de 400 $ en 2012 — est également jugé excessif par certains vendeurs,.
Après plusieurs refus, Lipkin contacte la section sport du groupe Sears, dans lequel l'Odyssey a déjà été commercialisée. Tom Quinn, responsable de la section, est alors intéressé mais uniquement en échange d'une clause d'exclusivité. Les dirigeants d'Atari ne souhaitent pas s'enfermer avec un partenaire unique et déclinent la proposition de Quinn, espérant trouver une meilleure offre.
En janvier 1975, Atari présente la Home Pong au salon du jouet de New York, et découvre les rites de ces salons. La plupart des exposants organisent des meetings privés dans divers lieux de la ville afin de conclure les engagements loin des concurrents, ce qu'Atari n'a pas prévu. Lors du salon, une douzaine de professionnels s'arrêtent au stand d'Atari, intéressés par la Home Pong, mais ne concluent aucun contrat, ayant déjà rempli leurs contrats lors des meetings privés.
Quelques jours après le salon, Lipkin rappelle Quinn afin d'arranger une réunion pour proposer une nouvelle fois la Home Pong à Sears. Quinn a besoin de l'aval de sa direction pour conclure le contrat et organise une démonstration à Chicago, au siège de la société Sears. Après une réparation en urgence, devant les clients, pour faire marcher le prototype, Alcorn convainc l'équipe de Sears. Quinn demande alors à Bushnell quelle quantité d'unités Atari est capable de produire pour les vacances de Noël. Nolan avance le chiffre de 75 000 unités mais Quinn rétorque que Sears veut vendre 150 000 consoles Pong. Bushnell conclut l'accord sur les chiffres de Sears, s'estimant capable de développer les chaînes de production grâce à l'argent du contrat et une levée de fonds.
Après l'ouverture d'une seconde usine d'assemblage afin de satisfaire la commande de Sears, Atari envoie en juillet 1975 la demande d'approbation de la FCC. La console sort comme convenu avant le Noël suivant, où les 150 000 unités commandées sont vendues à la suite de longues files d'attente dans les magasins. La console est finalement un succès avec plus de 200 000 consoles vendues la première année,.

## Accueil

### Critiques

Une partie de Pong.

Pionnier d'un nouveau secteur, celui du jeu vidéo, Pong fait peu l'objet de critiques de presse. Le jeu devient rapidement populaire, tout d'abord localement avec le prototype installé au Andy Capp's Tavern, où une file d'attente se forme uniquement pour pouvoir jouer à la borne. Une fois commercialisée, la borne se démocratise rapidement en Californie, à tel point que la concurrence se met à copier le concept afin d'obtenir une part de ce nouveau secteur. Quelques critiques de presse commencent alors à apparaître. En 1974, le Wall Street Journal consacre un article à ces « cousins sophistiqués du flipper qui arrivent aux États-Unis », prédisant par ailleurs que le secteur sera contrôlé par une poignée d'acteurs, à la place des dizaines de fabricants de l'époque. Plusieurs publicitaires présentent également Pong comme « le produit qui va révolutionner l'industrie du divertissement ».
Pong est considéré comme un pionnier du jeu vidéo : en 2015, le Strong Museum de Rochester dans l’État de New York crée un « Hall of Fame » consacré au jeu vidéo, dans lequel Pong figure aux côtés de cinq autres jeux vidéo : Pac-Man, Tetris, Super Mario Bros., Doom et World of Warcraft. Il est reconnu par beaucoup de spécialistes du jeu vidéo comme l'élément fondateur des jeux vidéo, sans pour autant oublier le rôle de Ralph Baer dans l'histoire. Gamasutra qualifie la sortie du jeu comme la naissance de l'ère moderne du jeu vidéo. Le magazine Entertainment Weekly classe Pong comme le meilleur jeu de l'Atari 2600, la première console à cartouches conçue par Atari sur laquelle Pong est également porté. Le jeu est l'une des entrées de l'ouvrage Les 1001 jeux vidéo auxquels il faut avoir joué dans sa vie.

### Ventes

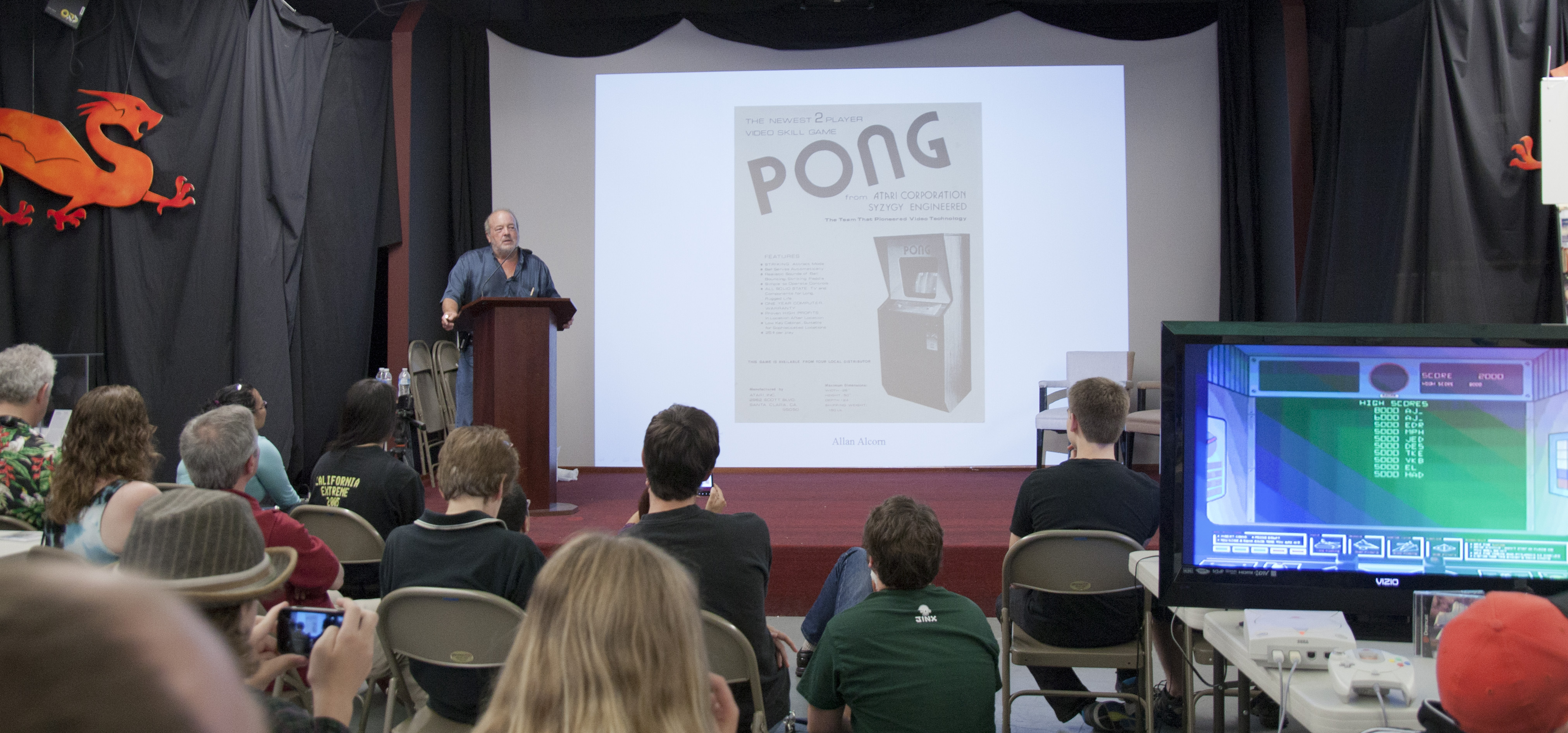
Allan Alcorn en 2012, présentant une pub Atari pour la borne d'arcade Pong de l'époque.

Dès sa sortie, Pong est une borne d'arcade très lucrative pour Atari, générant quatre fois plus de revenus que les machines à sous de l'époque. Alors que ces machines rapportent habituellement de 40 à 50 dollars par semaine, Bushnell estime que Pong engrange jusqu'à 200 dollars par semaine. Ce succès commercial entraîne un important nombre de commandes de bornes : alors que seules 200 bornes sont vendues en 1972, le nombre de commandes grimpe à 8 000 en 1973. Au total, plus de 10 000 bornes sont vendues en trois ans, ce qui surpasse les ventes de n'importe quel flipper de l'époque,.
Comme son prédécesseur et malgré une arrivée tardive sur un marché déjà compétitif, Home Pong est un succès commercial pour la jeune société Atari. Sortie pour Noël 1975, la console de salon est vendue à environ 150 000 exemplaires via Sears sur cette période ; à plus de 200 000 pendant cette année,. Ce dernier a l'exclusivité de la distribution en échange d'une aide pour financer la production des consoles ainsi que la promotion lors de sa sortie.
Le lancement d'Home Pong permet à la société Atari de décoller sur plusieurs fronts. Sur le plan financier, la société réalise un chiffre d'affaires de 40 millions de dollars en 1975 pour un bénéfice de 2,5 à 3,5 millions de dollars,. Le public prend également connaissance de la marque :

« Lorsque je travaillais chez Ab Dick, il y avait un clone de Pong nommé Paddle Battle, et en Californie, tout le monde pensait que nous avions été les premiers à avoir eu l'idée ! Atari était une société peu connue. Elle l'est devenue ensuite avec le Pong domestique vendu chez Sears [...] »

— Franck Ballouz, directeur marketing Atari à partir de 1975.

### Poursuites judiciaires de Magnavox

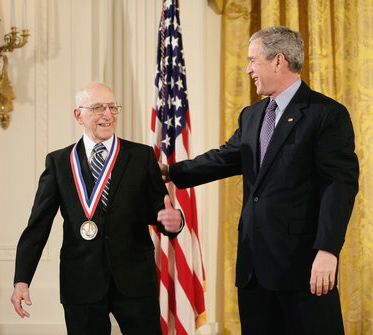
Ralph Baer (en 2006), créateur du jeu Ping-Pong et de l'Odyssey.

En 1972, alors que Nutting Associates, la société de Nolan Bushnell, tente de commercialiser avec difficulté Computer Space, Magnavox présente dans plusieurs salons privés sa console, l'Odyssey. Conçue par Ralph Baer, il dépose plusieurs brevets et marques au cours de ses travaux, dont celle de Ping-Pong. La première apparition publique de l'Odyssey a lieu le 3 mai 1972 à Phoenix selon Ralph Baer. Trois semaines plus tard, elle est présentée à un salon de Burlingame, où Nolan Bushnell aurait été présent selon Magnavox. Il aurait signé le livre d'or et testé la fameuse console contenant notamment le jeu Ping-Pong. Au retour du salon, alors qu'il forme la société Atari, il propose l'idée du jeu, sous le nom Pong, comme exercice à Allan Alcorn, sans préciser que l'idée lui est venue après avoir essayé le même jeu au salon,.
Quelques semaines après la commercialisation de Pong, malgré la relative hausse des ventes de l'Odyssey grâce au succès du jeu d'Atari, Magnavox porte plainte contre Atari pour violation de brevets. Ralph Baer est très soigneux et documente l'intégralité de ses avancées, dont la création de Ping-Pong pour Odyssey avant le jeu d'Atari. De plus, la présence de Bushnell et d'autres employés de Nutting Associates penche en faveur de Magnavox. De son côté, Bushnell estime, avec son avocat, les frais de justice à près de 1,5 million de dollars, même en cas de victoire.
Quatre ans plus tard, Bushnell et Magnavox arrivent à un arrangement à l'amiable, dont Magnavox pose les conditions : en échange de 700 000 $ payés en une fois, la société cède une licence d'exploitation à Atari, obtient des droits sur les produits vendus par Atari sur l'année suivant l'accord et s'engage à poursuivre toute autre société enfreignant les brevets de Baer,. Cette dernière clause est importante, dans un contexte d'expansion du jeu vidéo où des dizaines de constructeurs lancent leurs consoles de salon intégrant un clone de Pong. L'accord est signé officiellement en juin 1976. Une fois l'accord signé, Atari s'efface de la scène, ne présentant pas ses projets au Consumer Electronics Show de juin 1976 mais seulement l'année suivante, afin d'éviter de reverser les droits dus à Magnavox via l'accord.
L'accord se relève finalement très rentable pour Atari : en plus des dizaines de milliers de bornes d'arcade vendues avant l'accord, de 1974 à 1976, la console Home Pong et ses variantes (Pong Doubles, Quadra Pong, etc.) sont également des succès commerciaux, bien au-delà des 700 000 $ payés pour la licence. De son côté, Magnavox attaque en justice des dizaines d'entreprises avec les brevets déposés par Baer, ce qui rapporte plus de 100 millions de dollars à la société et laisse la voie libre à Atari pour pleinement profiter du concept,.
Baer sort médusé de cette histoire, estimant avoir été effacé de l'histoire du jeu vidéo, au profit de Bushnell. Des années plus tard, il ironise par ailleurs lorsque Bushnell le présente en « père des jeux vidéo », lui rétorquant « qu'il aurait aimé qu'il dise la même chose à la presse ». De son côté, le cofondateur d'Atari réfute toujours cette version, proclamant dans une interview au Spiegel en 2007 qu'Atari existait bien avant Magnavox, via le jeu Computer Space et que Baer avait bien créé la version de Magnavox mais certainement pas le succès qu'est devenu Pong : « Il n’était tout simplement pas amusant. Ralph Baer aime à penser qu'il a inventé Pong mais en réalité, il a inventé Magnavox qui est un jeu totalement différent ».

## Postérité

### Rééditions

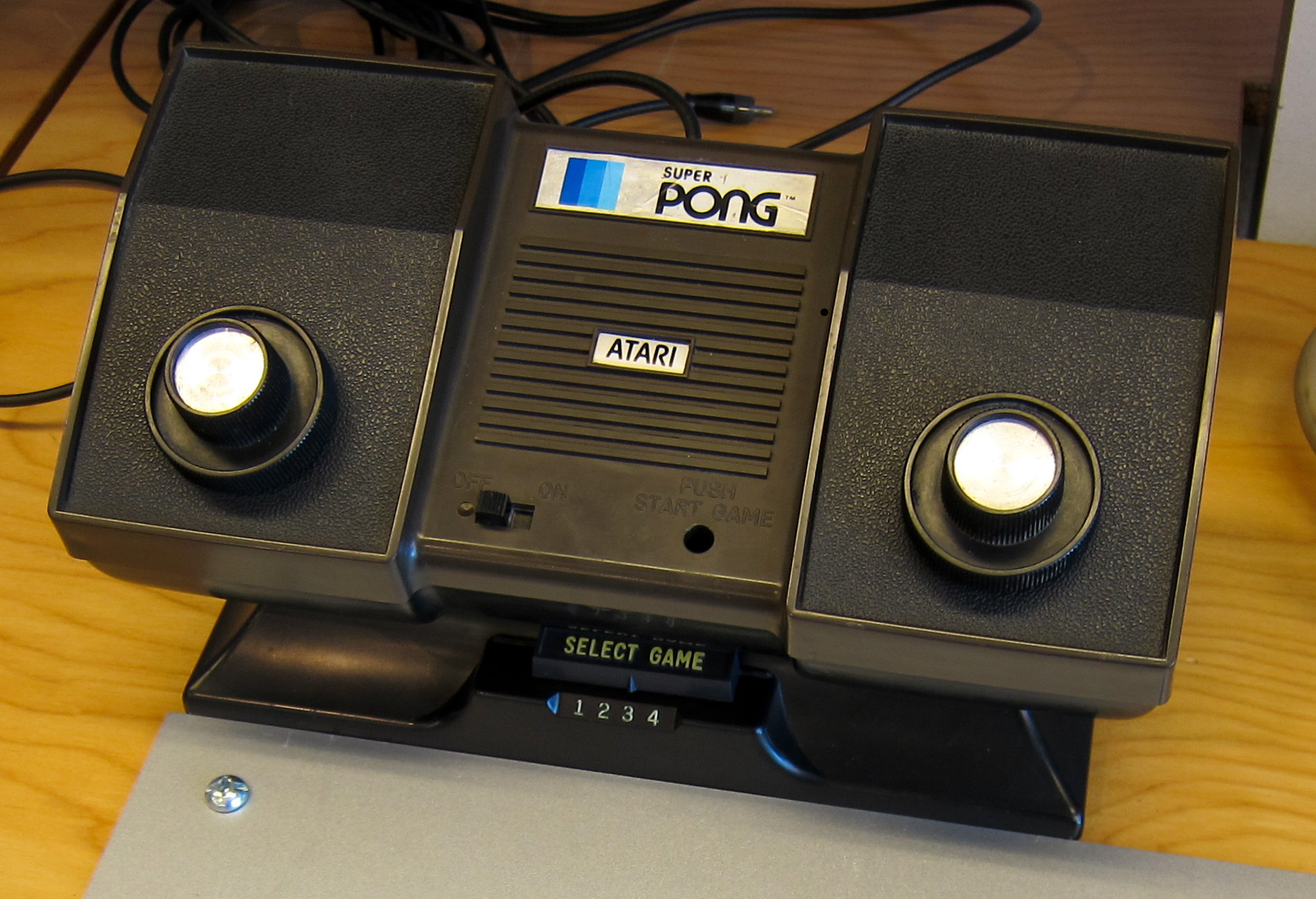
Console de salon Super Pong, sortie en 1976. Contrairement à la version Home Pong, quatre variantes du jeu sont proposées via un sélecteur en bas de la console.

Dans les années 1970, Atari fait face à une vive concurrence. La société se doit de créer de meilleurs produits rapidement, la technologie évoluant sans cesse et ses idées étant reprises de façon systématique par la concurrence, que Bushnell appelle les « jackals » (en français : « chacals »). En effet, General Instrument commercialise en 1976 la puce AY-3-8500, qui permet l'intégration de trois à quatre variantes de Pong sur console. Rien que cette puce se vend à plus de cinq millions d'unités en moins de deux ans. Vendue une dizaine de dollars, elle permet à n'importe quelle entreprise de réaliser sa console de jeu vidéo avec le célèbre jeu.
Pour contrer ces copies et conserver ses parts de marché, Atari sort chaque année des versions dérivées de Pong, améliorant de façon incrémentale l'idée initiale, d'abord en arcade puis en version console de salon, avec notamment, :
- 1973 : Pong Doubles où deux équipes de deux joueurs peuvent s'affronter ;
- 1974 : Quadrapong où quatre joueurs s'affrontent sur une borne à l'horizontale, avec chacun un côté de l'écran de jeu ;
- 1976 : Super Pong, première version améliorée de la console de salon ;
- 1977 : Ultra Pong (en) avec seize variantes de Pong dans une seule console.

Ces éditions ont des graphismes similaires à la version originale mais incluent des éléments de gameplay différents. En 1976, Atari souhaite éditer un jeu jouable en solo inspiré de Pong, ce qui conduit Bushnell à créer le concept de Breakout. Ainsi la raquette du joueur sert désormais à renvoyer la balle vers le haut afin de casser des briques. De la même façon que Pong, le concept de Breakout est repris par les autres sociétés.
Grâce à la simplicité de mise en œuvre, Pong est régulièrement réédité sur console, de la même façon que Tetris sorti une dizaine d'années plus tard. Ainsi, Pong a été adapté par Atari sur PC, PlayStation, Nintendo DS, Xbox 360 et sur smartphone,,. La simplicité de ses contrôles permet également de reproduire le jeu sur des plates-formes minimalistes, telles que l'Apple Watch ou encore des façades d'immeubles,.

### Explosion du jeu vidéo dans les années 1970

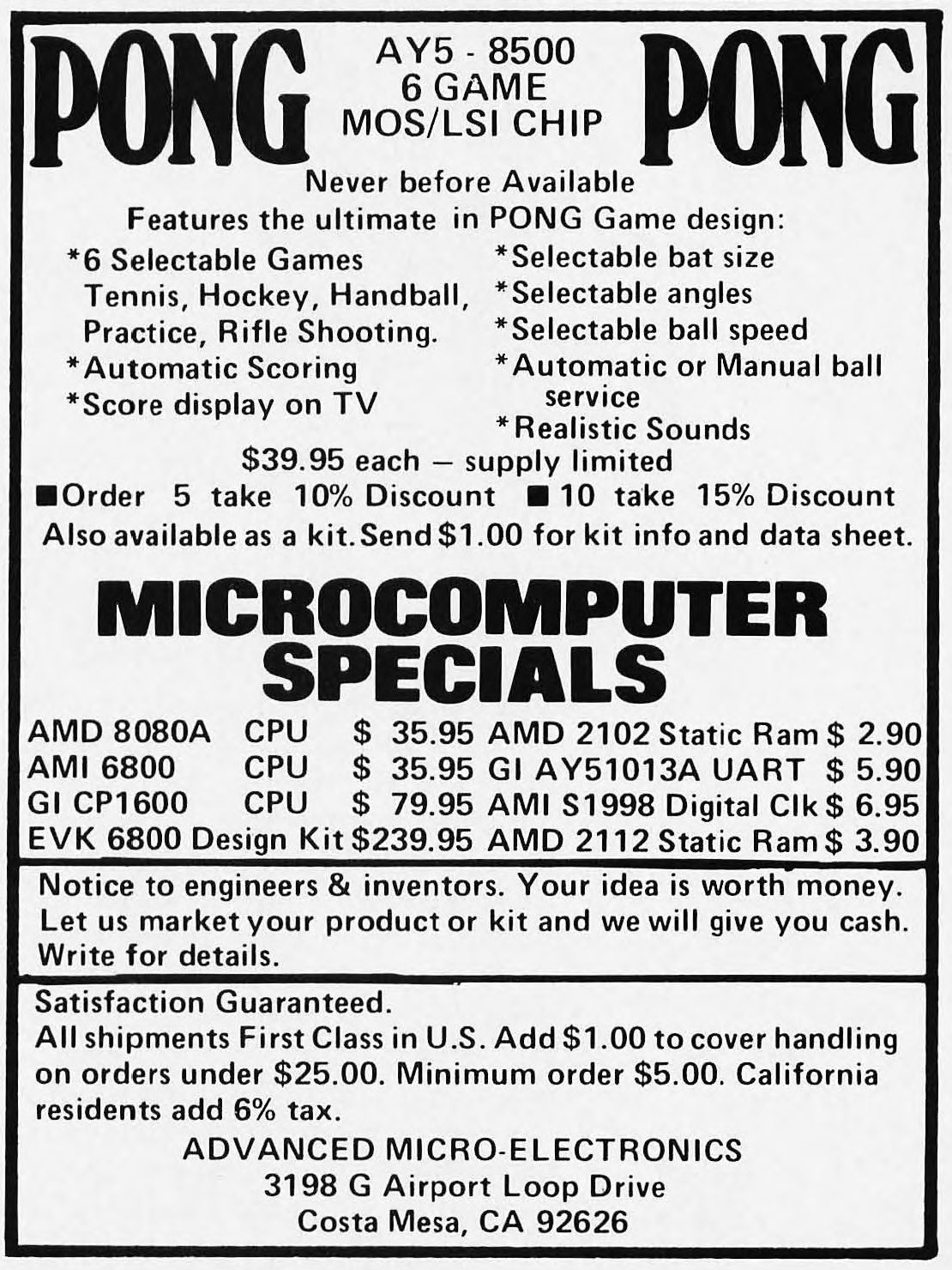
Publicité dans le magazine informatique américain Byte pour le Pong AY5-8500 IC, en 1976

Encore confidentiel au début des années 1970, le secteur du jeu vidéo décolle à la suite des succès de Pong et de l'Odyssey. Les 350 000 consoles Odyssey vendues, chiffre relativement faible, confortent tout de même de nombreux industriels dans l'idée que le jeu vidéo domestique sera le nouvel eldorado du jeu. En 1974, plusieurs sociétés développent des consoles se branchant à une télévision et proposent plusieurs jeux de sport, la plupart du temps des jeux de raquettes. Ces consoles sont un assemblage de composants électroniques et ne sont bien souvent disponibles qu'en magasin spécialisé ou en vente par correspondance.
Déjà précurseur sur le marché de l'arcade, avec des dizaines de jeux commercialisés, Atari fait croître rapidement le marché des consoles lorsqu'elle complète son offre avec sa console de salon Home Pong. Au lieu de proposer plusieurs jeux, Atari n'en propose qu'un, une réplique de sa populaire borne d'arcade, de meilleure qualité que les autres jeux de l'année 1974. Le nombre de consoles différentes sorties monte jusqu'à plus de 744 références en 1977, avant de connaître un ralentissement avec la démocratisation des microprocesseurs, qui permet l'ajout de nouveaux jeux aux consoles existantes et ainsi des cycles de commercialisation plus longs.